# Josef Archleb
Josef Archleb (25. června 1843, Dobruška – 18. listopadu 1913, Dobruška) byl chemik, průkopník fotografování, specialista na kvasné technologie, výrobce likérů, podnikatel a komunální politik.

## Život

### Rané období
Narodil se jako prvorozený v rodině obchodníka s mýdlem Jana Archleba z Dobrušky a Anny, dcery kupce Václava Hoška z Josefova. Otec zemřel, když byly Josefovi tři roky. Josef tak neměl žádné další sourozence. Základní školu vychodil v Dobrušce a nižší reálku v Náchodě. Již tam v něm byla rozpoznána jeho mimořádná záliba v přírodních vědách.
Matka počítala s tím, že syn převezme obchod, a proto odešel do učení ke strýci, lékárníkovi a majiteli výrobny likérů v Jaroměři. Později přijal pozici praktikanta v pražské chemické továrně. Přesvědčil matku, aby mu umožnila další studium a po roce praxe se přihlásil – bez maturity, jako mimořádný posluchač – ke studiu chemie a fyziky na pražské univerzitě. Ve čtyřech semestrech zvládl rozsah studia a následně 2 semestry pokračoval ve studiu technické chemie se zaměřením na kvasné procesy.
V roce 1865 si vzal půjčku a v rodném domě si zařídil skromnou výrobnu likérů a také fotografický ateliér, který byl prvním podnikem svého druhu ve východních Čechách. Stal se tak prvním místním fotografem a dokumentaristou. Fotografování mu navíc ekonomicky pomáhalo při skromných začátcích. Jako fotograf se přitom proslavil hned následující rok, když po ničivém požáru zdokumentoval zpustošené město. Jeho fotografie se dostala až k císaři Františku Josefovi I., který následně přispěl čtyřmi sty zlatými na odstranění škod. Mezi zničenými objekty byl i jeho dům, provozovna i ateliér.

### Úspěšný podnikatel
Podnikatel ale dokázal budovu rychle opravit a v roce 1867 se svými výrobky zviditelnil na Světové výstavě v Paříži. S úspěchem se zúčastnil i několika zahraničních veletrhů. Jeho produkty získávají mezinárodní ocenění – 1868 Le Havre, 1869 Altona.
Když v roce 1869 tabákový magnát Josef Huppmann von Valbella založil v nedalekých Kvasinách továrnu na likéry La Ferme, nabídl Archlebovi místo ředitele. Ten místo přijal. Výrobky La Ferme prezentoval na řadě výstav po celé Evropě.. Postupem času narážel na technická omezení výrobny a protože ze strany majitele nebyla vůle do výrobny investovat, nakonec se dohodli na jejím uzavření.
Archleb si nakonec založil roku 1877 vlastní firmu v rodné Dobrušce, pro niž použil zažitý název La Ferme. Výrobky prezentoval na celé řadě dalších výstav, kde získával další uznání a medaile. Sortiment likérky neustále rozšiřoval. Koncem osmdesátých let 19. století se stal nejvýznamnějším podnikatelem ve městě.
Stal se redaktorem vlastního odborného časopisu o likérech a vínech Der österreichische Liquerfabrikant (1881–1913). V souvislosti s časopisem v roce 1882 spoluzakládal Spolek českých žurnalistů.
V roce 1890 Archleb přeměňuje svou firmu na akciovou společnost a část akcií prodává. Následují další ocenění na výstavách. Likérka se také stává císařským dvorním dodavatelem a tento prestižní titul je uváděn na etiketách výrobků.

### Starosta města
Před obecními volbami v roce 1885 založil stranu pokroku a práva. Programem bylo vrátit do Dobrušky sídlo okresního soudu (roku 1859 přeložené do Opočna), zajistit městu železniční spojení a podpořit založení velkých průmyslových závodů přímo v Dobrušce. Strana v těchto volbách vyhrála. Post starosty obsadil Karel Scharf. Na starostu se rozhodl kandidovat ve volbách roku 1888. S největším konkurentem, dlouholetým konzervativním starostou Františkem Laichterem, se rozhořel ostrý předvolební boj, při kterém ani jedna ze stran neváhala použít veškeré dostupné prostředky. Josef Archleb nakonec vyhrál. Reakcí na prohru byl trojdílný román Sychrova éra, který napsal Františkův syn Josef Laichter. Bývalý starosta je v něm vylíčen jako laskavý lidumil, zatímco podnikatel Archleb (v knize se jmenuje Sychra) jako okázalý prostopášník.
Jako starosta města se zasadil o pořádání hospodářských výstav, jejichž cílem byla popularizace jednotlivých výrobních oborů. První výstavy v roce 1889 se zúčastnilo přes 400 vystavovatelů. Nejrozsáhlejší byla zemědělská část (věnovaná chovu dobytka, pěstování hospodářských plodin nebo výrobě nejrůznějších druhů nářadí). Dále byla představena výroba strojů, skla, nábytku, oděvů a také potravinářského zboží, mezi kterým nechyběly ani jeho likéry. Pro obrovský ohlas se Archleb rozhodl uspořádat v roce 1892 výstavu druhou, ještě rozsáhlejší. Tentokrát se jí zúčastnilo již 579 vystavovatelů a patronaci nad ní převzal sám předseda zemědělské rady Ferdinand Jiří z Lobkowicz.
V roce 1890 inicioval zřízení městské spořitelny. Ta doplnila dosavadní dvě záložny, které již nestačily novým požadavkům.
Pod jeho vedením města došlo k otevření chlapecké (1890) a dívčí školy měšťanské (1892).
Ve snaze pozvednout zdejší průmysl pozval roku 1896 do Dobrušky firmu Frowein & Co. z Elberfeldu (dnes část města Wuppertal), která zde vystavěla továrnu na stuhy a položila tak základy dobrušské stuhárenské tradice.

### Závěr života
Roku 1897 musel pro finanční problémy úřad starosty opustit. Dobře se mu nevedlo ani v podnikání. Jeho firma v roce 1899 skončila v dražbě. Tehdy rodné město opustil. Později se stal ředitelem výzkumného ústavu kvasného v Praze. Do Dobrušky se vrátil teprve krátce před smrtí v roce 1913.

## Mecenáš
Roku 1887 si Archleb všiml maleb, vystavených u domu Václava Kupky. Autorem byl jeho syn, sedlářský učeň František Kupka, který nabízel malování vývěsních štítů a kostelních korouhví. Archleb se stal jeho prvním mecenášem. Objednal si u něj obraz svého patrona, svatého Josefa, a také reklamní štít pro svou firmu. Archleb Kupkovi doporučil kurzy kreslení u svého přítele Aloise Studničky, pokrokového ředitele Všeobecné řemeslnické školy v Jaroměři a vydavatele časopisu Český kreslíř. Kupka zde absolvoval tříměsíční kurz kreslení a připravil se na přijímací zkoušky na pražskou Akademii výtvarných umění, což odstartovalo jeho kariéru.

## Ocenění
Za vysoký odběr řeckých vín a jejich propagaci v Rakousku-Uhersku dostal od řeckého krále Jiřího vyznamenání rytířského kříže Řádu Spasitele.
Jeho zásluhy o rozvoj kvasného oboru byly oceněny ziskem doktorátu italské lékařské akademie v Římě.

## Rodina
V roce 1868 se oženil s Antonií Lokvencovou, dcerou mlynáře z Náchoda. Narodily se jim děti Anna (1870), Marie (1872), Josef (1873) a Ludmila (1876).
V roce 1910 ovdověl. V roce 1912 se v Praze již v pokročilém věku oženil podruhé s Marií Horákovou z Kostelce nad Orlicí.